# Horezmijsko Carstvo
Horezmijsko Carstvo (perz. خوارزمشاهیان; Khwārezmshāhīān) je naziv za iransku državu koja se od 11. do 13. stoljeća prostirala na području Iranske visoravni i središnje Azije, odnosno preko teritorija modernog Irana, Azerbajdžana, Afganistana, Pakistana, Turkmenistana, Uzbekistana, Tadžikistana i Kirgistana. Žarište carstva nalazilo se u regiji Horezm, a glavni grad bio je Gurgandž čije se ruševine nalaze u današnjem Turkmenistanu. Horezmijska dinastija bila je turkijskog mamelučkog podrijetla, dok su većinu stanovništva njihove države činili iranski narodi, a perzijski je bio službenim jezikom. Osnivačem carstva smatra se Anuš Tigin Garčaj koji je proširio granice s Horezma prema opadajućoj državi Seldžuka na jugozapadu, a njegovi nasljednici vladali su još približno stoljeće i pol odnosno sve dok im državu nisu poharali Mongoli predvođeni Džingis-kanom.